# Presenteísmo
Presenteísmo é o nome dado ao fenômeno de se estar de corpo presente no ambiente de trabalho, mas por vários motivos o profissional não tem produtividade. Ou seja, o indivíduo está fisicamente presente mas a mente não está . O termo é resultante da reestruturação de muitas organizações durante a década de 1990 e frequentemente tem sido associado a condições da saúde, mas é importante que seja analisado sob um aspecto mais amplo, biopsicossocial, envolvendo as empresas, o suporte social, as lideranças e as relações no trabalho .

## Estudos e definições
Chapman (2005) define presenteísmo como  “extensão mensurável com que condições de saúde, sintomas ou doenças afetam a produtividade de indivíduos que decidem permanecer trabalhando" 
Goetzel (2004) analisou as dez condições de saúde mais comuns nas empresas e concluiu que o presenteísmo é “responsável por custos mais elevados com assistência médica do que com absenteísmo, sendo o responsável por 18 a 60% de todos os custos".
Para Cunha presenteísmo “Pode ser consequência de problemas emocionais, familiares, entre outros. Contudo, permanece no posto de trabalho, mesmo não estando pleno de saúde física e/ ou psicológica. Esse comportamento pode influenciar outros trabalhadores, causando mal-estar na empresa. É mais difícil de ser detectado, visto que o trabalhador não está ausente do seu posto de trabalho" .

## História
A literatura sobre presenteísmo é nova e heterogênea. Existem referências que este fenômeno começou a ser estudado na França na década de 1950 , mas o seu uso atual pode estar associado às ansiedades da década de 1990. Surge como reflexo das novas formas de organização e gestão do trabalho em que a insegurança no emprego passou a ser crescente. O nível de exigência sobre os trabalhadores aumentou e alguns empregados passaram a trabalhar mais do que lhes era exigido em seus contratos de trabalho, propiciando assim, o aparecimento de um quadro de adoecimento e redução da produtividade.
Há referências de que o presenteísmo relacionado ao trabalho foi citado pela primeira vez em 1892 pelo autor americano Mark Twain, passando a ser usado de maneira intermitente a partir de 1930. Smith utilizou-o como oposição ao absenteísmo.
Com a conotação atual de que o trabalhador está propenso a permanecer mais tempo no local de trabalho por temor à perda do emprego, quando deveria ausentar-se por questões de doença ou outras consequências decorrentes do excesso de trabalho, foi empregado no início da década de 1990 por Cary Cooper, citado como sendo o primeiro a utilizá-lo nesse sentido.
Outros autores argumentam que a definição de Cooper trata o presenteísmo como um comportamento implícito dos trabalhadores que imaginam risco e se sentem ameaçados de perderem seus empregos. Consequentemente, o trabalhador tende a ficar mais tempo no trabalho, além da sua carga horária estabelecida, como forma de marcar presença e demonstrar um compromisso visível com a organização.
Esse comportamento foi chamado por de ‘presenteísmo competitivo’. Trabalhadores que incorrem no presenteísmo podem sentir medo não somente da perda de seus empregos, mas também de sofrerem sanções administrativas (como por exemplo, registro de "falta" em seu ponto, mudança de departamento à revelia do funcionário, ou ainda advertência verbal ou escrita) e/ou pecuniárias (desconto no salário, perda de gratificação, etc.) decorrentes de sua ausência a atividades de trabalho importantes.

## Comportamento Organizacional
O presenteísmo tem se manifestado como um grande problema tanto para as organizações públicas quanto para as privadas. Trata-se de um fenômeno complexo e de difícil gerenciamento, pois inúmeras situações a que estão expostos os trabalhadores, como problemas de ordem pessoal, biológica, ambiental, social, familiar, financeira, funcional, podem desencadear um possível presenteísmo e em outros casos avança para o absenteísmo. 
O presenteísmo pode estar ligado com a insatisfação com o trabalho, a falta de motivação e as condições de trabalho da organização, que nem sempre proporciona oportunidades para que consiga corresponder às exigências e/ou as pressões. Como consequência esse trabalhador pode vivenciar sofrimento não só físico, mas também, psíquico, comprometendo a sua saúde dentro e fora do trabalho levando à estafa.
Portanto, o estado de saúde física e mental dos trabalhadores é motivo de preocupação não só para o indivíduo, mas também para a organização, pois segundo o modelo conceitual de desempenho humano O'Donnell  estabelece vinculação da saúde, produtividade e lucros, e que o desempenho dos empregados no trabalho é melhor quando eles estão fisicamente e emocionalmente capacitados a trabalhar.  Por isso, as organizações podem usar de instrumentos para diagnosticar a produtividade de seus funcionários e agir para que o presenteísmo não se torne uma estafa profissional ou absenteísmo. Esses instrumentos podem ser incluídos na avaliação periódica de saúde ou na avaliação de desempenho do funcionário

## Instrumentos de Avaliação de produtividade
Existem alguns instrumentos genéricos para estimar a produtividade. A maioria desses questionários foram desenvolvidos na língua inglesa, e, para que possam ser utilizados nas nações lusófonas, devem passar por um processo de tradução, adaptação cultural e validação de suas propriedades psicométricas.
- Work Productivity and Activity Impairment Questionnaire (General Health)
- (WPAIGH) (questionário sobre produtividade no trabalho e comprometimento da atividade);
- Work Limitations Questionnaire (WLQ) (questionário sobre limitações no trabalho);
- Health and Work Performance Questionnaire (HPQ) (questionário sobre saúde e desempenho no trabalho);
- Health and Work Questionnaire (HWQ) (questionário sobre saúde e trabalho);
- Endicott Work Productivity Scale (EWPS) (escala de Endicott sobre produtividade no trabalho);
- Health and Labor Questionnaire (HLQ) (questionário laboral e de saúde).